# Чавес, Дарвин
Да́рвин Ча́вес (исп. Dárvin Francisco Chávez Ramírez; родился 21 ноября 1989 года в Сапопане, Мексика) — мексиканский футболист, левый защитник, выступал за сборную Мексики. Олимпийский чемпион 2012 года.

## Клубная карьера
Чавес — выпускник футбольной академии «Атласа». В заявку первой команды он был включен осенью 2008 года. 11 октября 2008 года в матче против «Монтеррея» Дарвин дебютировал в Премьере. С тех пор Чавес стал основным игроком команды, сыграв за неё более 50 матчей.
Летом 2011 года «Монтеррей» выкупил трансфер Чавеса за 2 млн. долларов. 31 июля в матче против «Тихуаны» он дебютировал за новый клуб. 11 марта 2012 года в поединке против «Керетаро» Дарвин забил свой первый гол в чемпионатах Мексики. В составе «Монтеррея» Чавес дважды выиграл Лигу Чемпионов КОНКАКАФ и завоевал серебряные медали Премьеры.
Летом 2015 года Дарвин на правах аренды перешёл в «Веракрус». 25 июля в матче против «Гвадалахары» он дебютировал за «акул». В начале 2018 года Чавес перешёл в финский «Яро». 28 апреля в матче против «Клуби 04» он дебютировал в Юккёнене. 25 июля в поединке против «Каяани» Дарвин забил свой первый гол за «Яро».

## Международная карьера
В 2011 году Чавес был вызван в сборную Мексики, в которую были приглашены в основном футболисты не старше 23 лет, для поездки на Кубок Америки в Аргентину. На турнире Дарвин принял участие в матчах против Чили, Перу и Уругвая.
В 2011 году Чавес стал победителем Панамериканских игр в родной Гвадалахаре. Защитник принял участие в поединках турнира против команд Эквадора, Уругвая, Коста-Рики и Аргентины.
В 2012 году Дарвин в составе национальной команды стал победителем Олимпийского отборочного турнира. Он сыграл все пять матчей соревнования. В том же году Чавес стал победителем футбольного турнира во французском Тулоне, где он принял участие в четырёх встречах. В июле того же года Дарвин в составе олимпийской сборной Мексики стал победителем летних Олимпийских игр в Лондоне. На турнире он сыграл в матчах против команд Японии, Сенегала, Северной Кореи, Габона, Швейцарии и Бразилии.
В 2013 году Чавес принял участие в Золотой кубок КОНКАКАФ. На турнире он был запасным и на поле так и не вышел.

## Достижения
Командные
 «Монтеррей»
- Победитель Лиги чемпионов КОНКАКАФ — 2011/2012
- Победитель Лиги чемпионов КОНКАКАФ — 2012/2013

Международные
 Мексика
- Панамериканские игры — 2011
- Турнир в Тулоне — 2012
- Олимпийские игры — 2012